# Ortaffa
Ortaffa (katalanska: Ortafà) är en kommun i departementet Pyrénées-Orientales i regionen Occitanien i södra Frankrike. Kommunen ligger i kantonen Elne som tillhör arrondissementet Perpignan. År 2022 hade Ortaffa 1 889 invånare.

## Befolkningsutveckling
Antalet invånare i kommunen Ortaffa
| Referens: INSEE |